# Protéine fluorescente jaune

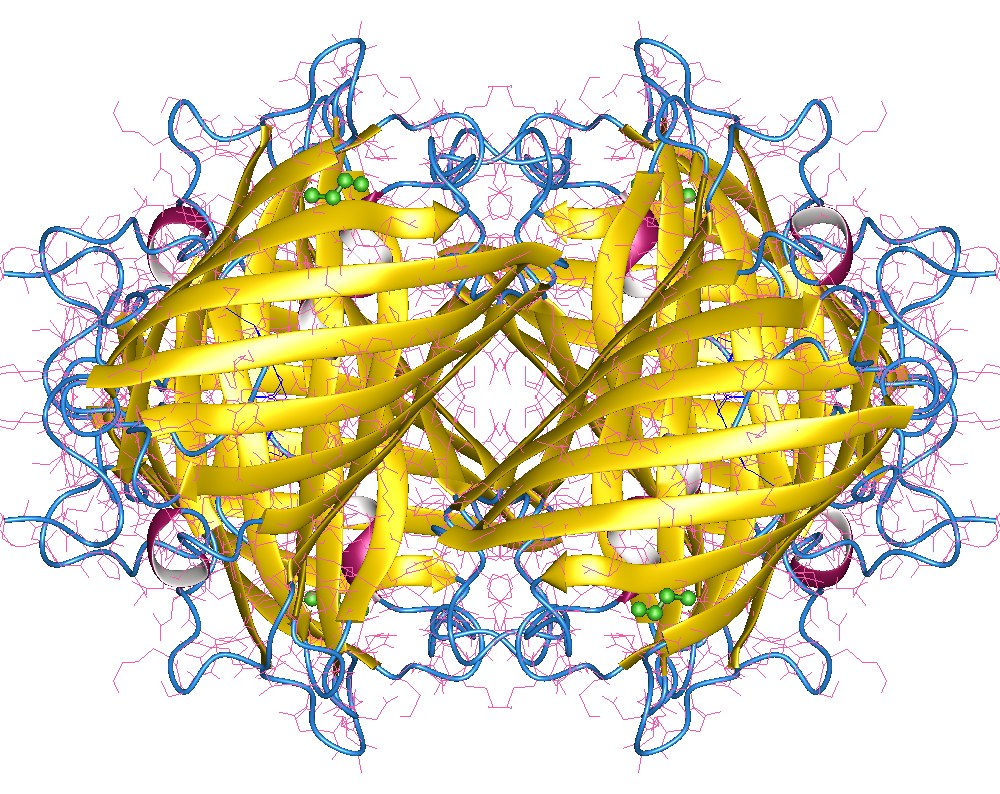
Structure d'une protéine fluorescente jaune de Zoanthus.

La protéine fluorescente jaune, « Yellow Fluorescent Protein » (YFP) est une protéine produite à partir d'un mutant du gène codant la protéine fluorescente verte (GFP). Cette protéine émet de la fluorescence à une longueur d'onde de 527 nm, lorsqu'elle est excitée par une lumière de longueur d'onde de 514 nm.
Comme la GFP, la YFP est un outil utilisé en biologie moléculaire et cellulaire.